# 撕苞蕗蕨
撕苞蕗蕨（学名：Hymenophyllum stenocladum）为膜蕨科膜蕨属下的一个种。